# ماساهيكو كيمورا (لاعب كرة قدم)
ماساهيكو كيمورا (باليابانية: 木村 允彦) (1 أكتوبر 1984 في هيروشيما في اليابان – )؛ هو لاعب كرة قدم ياباني سابق كان يلعب كمدافع.

## وصلات خارجية
- ماساهيكو كيمورا على موقع رابطة كرة القدم اليابانية للمحترفين (اليابانية)
- ماساهيكو كيمورا على موقع Soccerway.com (الإنجليزية)